# Антенний масив дуже великої бази

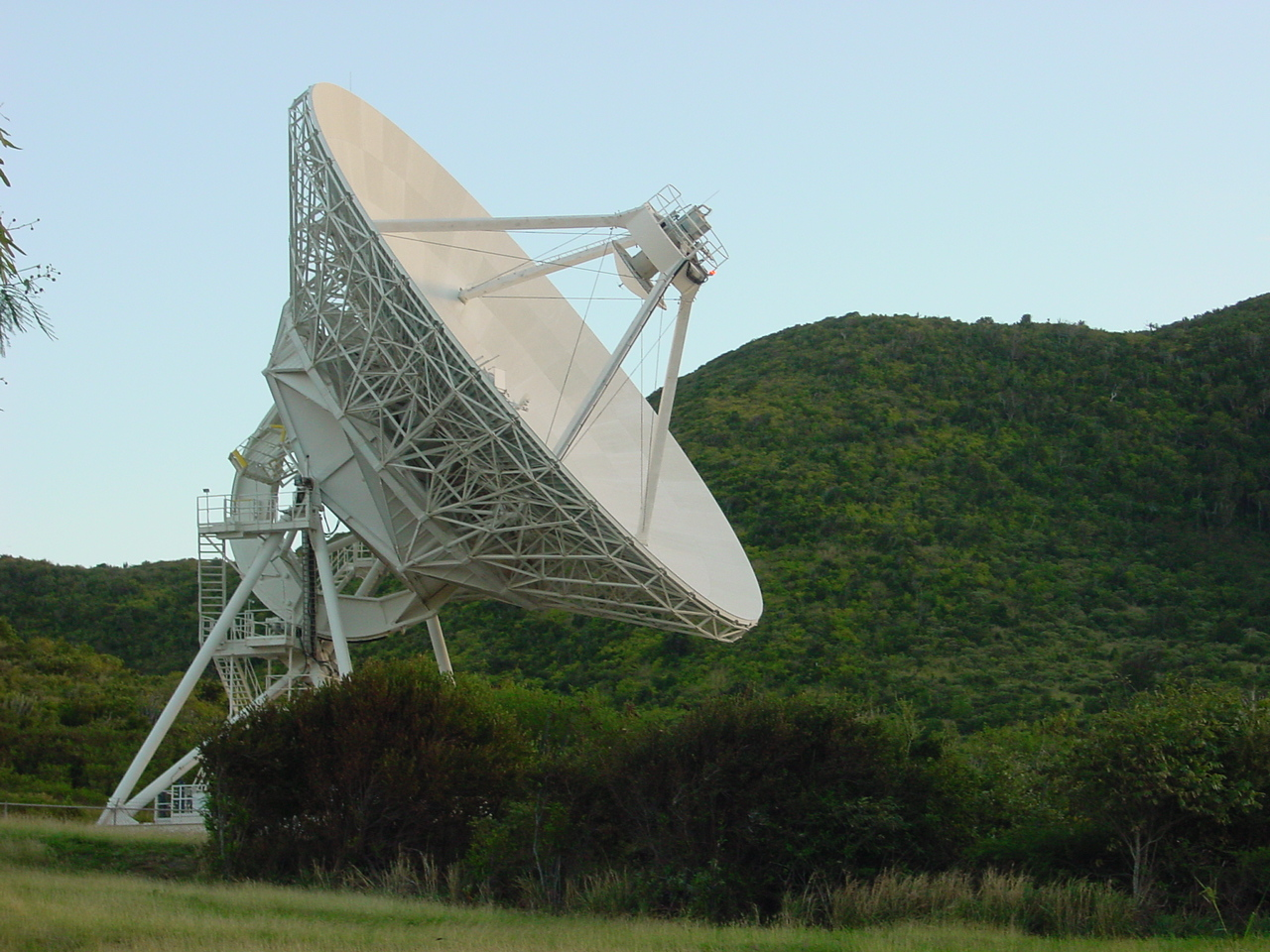
Східний кінець Антенного масиву, в Санта-Крус (Віргінські острови)

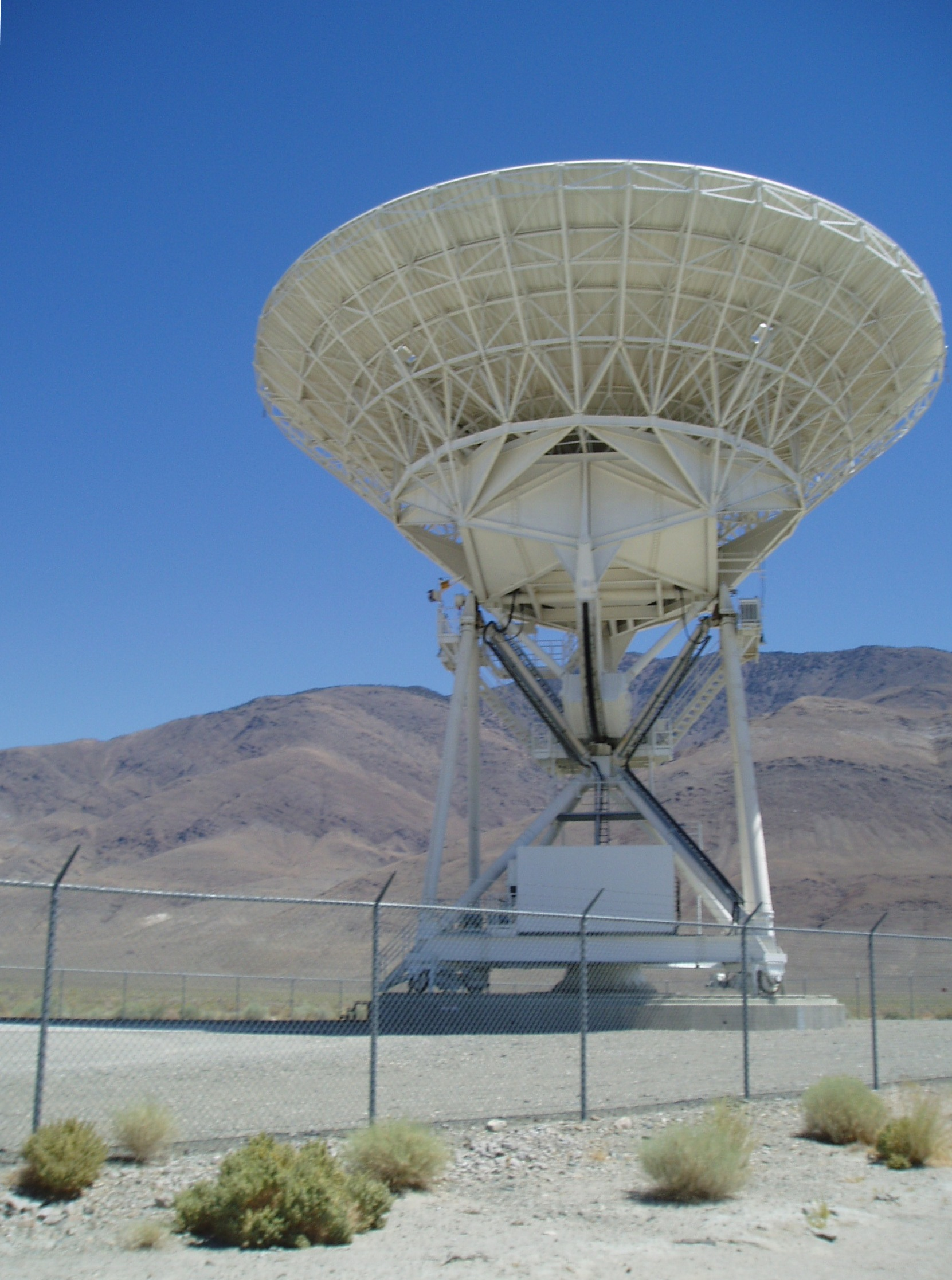
Телескоп масиву в долині Оуенс, Каліфорнія

Антенний масив дуже великої бази (англ. Very Long Baseline Array, VLBA) — це система з десяти радіотелескопів, які експлуатуються віддалено з Центру діяльності масиву, розташованого у Сокорро, Нью-Мексико, в рамках Національної радіоастрономічної обсерваторії (NRAO). Ці десять радіоантен працюють разом, як масив, який утворює найдовшу в світі систему, яка використовує радіоінтерферометрію з наддовгою базою. Найдовша база, доступна у цьому інтерферометрі становить 8 611 км.
Будівництво антенного масиву почалося в лютому 1986 року і було завершено у травні 1993 року. Перші астронометричні спостереження з допомогою всіх десяти антен були проведені 29 травня 1993 року. Загальна вартість будівництва масиву склала близько $85 мільйонів.
Кожен приймач у масиві складається з параболічної антени 25 метрів в діаметрі та прилеглої будівлі контролю. Остання містить обслуговуючу електроніку і машини приймача, в тому числі електроніку з низьким рівнем шуму, комп'ютери, блоки зберігання даних та машини, які забезпечують рух антени. Кожна з антен приблизно заввишки з десятиповерховий будинок (коли спрямована вертикально вгору) і важить близько 218 тонн.
Сигнали від кожної антени записуються у блоки з жорстких дисків приблизно один терабайт  кожен, а на інформацію ставиться мітка часу з допомогою атомного годинника. Як тільки диски завантажуються інформацією, їх перевозять до Центру діяльності масиву ім. Піта В.Доменічі у NRAO в Сокорро. Там інформація проходить обробку сигналу в потужний набір цифрових комп'ютерів, які здійснюють інтерферометрію. Ці комп'ютери також роблять поправки на обертання Землі, невеликі зрушення в земній корі з плином часу та інші дрібні похибки вимірювання.

## Спостереження з використанням Антенного масиву
Антенний масив дуже великої бази зазвичай робить радіоспостереження на довжинах хвиль від трьох міліметрів до 28 сантиметрів, або, іншими словами, на частотах від 0,3 ГГц до 96 ГГц. В цьому частотному діапазоні, масив спостерігає на восьми різних частотних діапазонах, які корисні для радіоастрономії. Масив також спостерігає на двох вузьких радіодіапазонах нижче одного гігагерца, які включають спектральні лінії, які утворюються емісією яскравих мазерів.
Радіотелескопи Антенного масиву знаходяться за такими координатами:
| Топонім                         | Штат США                        | Географічні координати                                                    |    |
| ------------------------------- | ------------------------------- | ------------------------------------------------------------------------- | -- |
| Санта-Крус (Віргінські острови) | Американські Віргінські Острови | 17°45′23″ пн. ш. 64°35′02″ зх. д. / 17.75652° пн. ш. 64.58376° зх. д.     | SC |
| Генкок                          | Нью-Гемпшир                     | 42°56′01″ пн. ш. 71°59′13″ зх. д. / 42.93362° пн. ш. 71.98681° зх. д.     | HN |
| Норт-Ліберті                    | Айова                           | 41°46′18″ пн. ш. 91°34′27″ зх. д. / 41.77165° пн. ш. 91.574133° зх. д.    | NL |
| Форт Девіс                      | Техас                           | 30°38′07″ пн. ш. 103°56′41″ зх. д. / 30.635214° пн. ш. 103.944826° зх. д. | FD |
| Лос-Аламос                      | Нью-Мексико                     | 35°46′56″ пн. ш. 106°15′20″ зх. д. / 35.78233° пн. ш. 106.25568° зх. д.   | LA |
| Пай Таун                        | Нью-Мексико                     | 34°18′04″ пн. ш. 108°07′09″ зх. д. / 34.30107° пн. ш. 108.11912° зх. д.   | PT |
| Кітт Пік                        | Аризона                         | 31°57′23″ пн. ш. 111°36′44″ зх. д. / 31.956253° пн. ш. 111.612361° зх. д. | KP |
| Долина Оуенс                    | Каліфорнія                      | 37°13′54″ пн. ш. 118°16′38″ зх. д. / 37.23176° пн. ш. 118.27714° зх. д.   | OV |
| Брюстер                         | Вашингтон                       | 48°07′52″ пн. ш. 119°41′00″ зх. д. / 48.13117° пн. ш. 119.68325° зх. д.   | BR |
| Мауна-Кеа                       | Гаваї                           | 19°48′06″ пн. ш. 155°27′21″ зх. д. / 19.80159° пн. ш. 155.45581° зх. д.   | MK |

## Масив високої чутливості
Використання Антенного масиву можна програмувати динамічно і його чутливість може бути підвищена в п'ять разів за рахунок включення інших радіотелескопів, таких як радіотелескоп Аресібо в Пуерто-Рико, телескоп Грін-Бенк в Західній Вірджинії, Дуже Великий Масив в Нью-Мексико і Еффельсберзький радіотелескоп в Німеччині. Ці чотири додаткових місця розташування застосовуються орієнтовно до 100 годин протягом чотиримісячного  триместру. В цьому випадку весь масив відомий як Масив високої чутливості (англ. High-Sensitivity Array, HSA). Ці додаткові телескопи розташовані за такими координатами:
| Топонім                       | Держава/штат      | Географічні координати                                                            |     |
| ----------------------------- | ----------------- | --------------------------------------------------------------------------------- | --- |
| Аресібо                       | Пуерто-Рико       | 18°20′36.60″ пн. ш. 66°45′11.10″ зх. д. / 18.3435000° пн. ш. 66.7530833° зх. д.   | АР  |
| Грін-Бенк                     | Західна Вірджинія | 38°25′59.24″ пн. ш. 79°50′23.41″ зх. д. / 38.4331222° пн. ш. 79.8398361° зх. д.   | ГБ  |
| Дуже Великий Масив            | Нью-Мексико       | 34°04′43.75″ пн. ш. 107°37′05.91″ зх. д. / 34.0788194° пн. ш. 107.6183083° зх. д. | Y27 |
| Еффельсберзький радіотелескоп | Німеччина         | 50°31′30″ пн. ш. 6°53′00.3″ сх. д. / 50.52500° пн. ш. 6.883417° сх. д.            | ЕБ  |

## Відстань бази і кутова роздільна здатність
Відстань між базами кожного радіотелескопу Антенного масиву (км):
Найдовша база масиву становить 8611 км.
|     | SC   | HN   | NL   | FD   | LA   | PT   | KP   | OV   | BR   | MK    | EB    | AR   | GB   | Y27  |
| --- | ---- | ---- | ---- | ---- | ---- | ---- | ---- | ---- | ---- | ----- | ----- | ---- | ---- | ---- |
| SC  | …    | 2853 | 3645 | 4143 | 4458 | 4579 | 4839 | 5460 | 5767 | 8611  | 6822  | 238  | 2708 | 4532 |
| HN  | 2853 | …    | 1611 | 3105 | 3006 | 3226 | 3623 | 3885 | 3657 | 7502  | 5602  | 2748 | 829  | 3198 |
| NL  | 3645 | 1611 | …    | 1654 | 1432 | 1663 | 2075 | 2328 | 2300 | 6156  | 6734  | 3461 | 1064 | 1640 |
| FD  | 4143 | 3105 | 1654 | …    | 608  | 564  | 744  | 1508 | 2345 | 5134  | 8084  | 3922 | 2354 | 515  |
| LA  | 4458 | 3006 | 1432 | 608  | …    | 236  | 652  | 1088 | 1757 | 4970  | 7831  | 4246 | 2344 | 226  |
| PT  | 4579 | 3226 | 1663 | 564  | 236  | …    | 417  | 973  | 1806 | 4795  | 8014  | 4365 | 2551 | 52   |
| KP  | 4839 | 3623 | 2075 | 744  | 652  | 417  | …    | 845  | 1913 | 4466  | 8321  | 4623 | 2939 | 441  |
| OV  | 5460 | 3885 | 2328 | 1508 | 1088 | 973  | 845  | …    | 1214 | 4015  | 8203  | 5255 | 3323 | 1025 |
| BR  | 5767 | 3657 | 2300 | 2345 | 1757 | 1806 | 1913 | 1214 | …    | 4398  | 7441  | 5585 | 3326 | 1849 |
| MK  | 8611 | 7502 | 6156 | 5134 | 4970 | 4795 | 4466 | 4015 | 4398 | …     | 10328 | 8434 | 7028 | 4835 |
| EB  | 6822 | 5602 | 6734 | 8084 | 7831 | 8014 | 8321 | 8203 | 7441 | 10328 | …     | 6911 | 6335 | 8008 |
| AR  | 238  | 2748 | 3461 | 3922 | 4246 | 4365 | 4623 | 5255 | 5585 | 8434  | 6911  | …    | 2545 | 4317 |
| GB  | 2708 | 829  | 1064 | 2354 | 2344 | 2551 | 2939 | 3323 | 3326 | 7028  | 6335  | 2545 | …    | 2516 |
| Y27 | 4532 | 3198 | 1640 | 515  | 226  | 52   | 441  | 1025 | 1849 | 4835  | 8008  | 4317 | 2516 | …    |

Мінімальна кутова роздільна здатність:
| Довжина хвилі (см)                               | 90 | 50 | 21  | 18  | 13  | 6   | 4    | 2    | 1    | 0.7  |
| ------------------------------------------------ | -- | -- | --- | --- | --- | --- | ---- | ---- | ---- | ---- |
| {\displaystyle \theta _{HPBW}} (milliarcseconds) | 22 | 12 | 5.0 | 4.3 | 3.2 | 1.4 | 0.85 | 0.47 | 0.32 | 0.17 |